# Jungfrau aus zweiter Hand
Jungfrau aus zweiter Hand ist ein deutscher Kriminal-, Erotik- und Sexploitationfilm aus dem Jahre 1966 von Ákos von Ráthonyi und Alois Brummer.

## Handlung
Zwei junge Italiener, die als Gastarbeiter in Deutschland arbeiten, finden eines Morgens auf dem Weg zu ihrem Job eine schöne Tote. Sie rufen die Polizei herbei. Unter der Leitung der Kripo wird rasch ermittelt, dass es sich bei der dunkelhaarigen, jungen Frau um die stadtbekannte Prostituierte Elena Rossano handelt. Der Polizeiarzt konstatiert, dass zwei Stiche, entstanden durch ein Stilett, die Todesursache waren. Nun beginnt die Kriminalpolizei fieberhaft zu ermitteln und taucht in das finstere Milieu der Prostitution, das der Film in zahlreichen Szenen ausgiebig bebildert, ein. In Rückblenden wird das kurze und intensive Leben der Elena Rossano aufgerollt. Schließlich stellt sich ein völlig anderes Täterbild heraus. Nicht etwa ein schlagender Lude, ein durchgedrehter Freier oder ein Sexualverbrecher ist für den Tod der Hure verantwortlich. Ihre Katze bringt es an den Tag: der Mord wurde von einer lesbischen Freundin verübt, die sich an Elena rächen wollte.

## Produktionsnotizen
Jungfrau aus zweiter Hand entstand 1966 in Jugoslawien (Außenaufnahmen) und in München. Verliehen sollte die de facto abgedrehte Produktion durch den Team-Verleih, der jedoch Konkurs machte. Daraufhin ergriff der Münchner Filmverleiher und aufstrebende Pornofilm-Produzent Alois Brummer die Gelegenheit, sicherte sich die Rechte an der „Jungfrau“ und drehte auf eigene Verantwortung „eigenhändig 700 Meter“ (also etwa 25 Minuten) „‚scharfe Mädchenszenen‘“, wie es im Spiegel hieß, die dem fertigen Film zugefügt wurden. Stattdessen wurden einige von Rathonyis Szenen herausgenommen. Dieses Endprodukt kam am 30. März 1967 in die bundesrepublikanischen Kinos.
Für Regisseur Ráthonyi war es nach St. Pauli Herbertstraße bereits der zweite Ausflug in das Genre des Sex- und Exploitationfilms.

## Kritiken
„Der dilettantische Schmuddelfilm um Dirnen-Mord und Bordell-Betrieb, in dem jedoch auch sehr ehrenwerte Männer (Joseph Offenbach und Wolfgang Preiss) auftreten, kommt ebenfalls aus zweiter Hand. (…) Deshalb hält Rathony nun seine „Jungfrau“ für geschändet. Resultat nach einigen Querelen: Der Film nennt keinen Regisseur. Er hat ja wohl auch keinen gehabt.“

„Der deutsche Farbfilm (Regie von Rathony) reitet vergeblich auf der erfolgversprechenden Welle von Sex und Crime. Denn er ist von billigster Machart und hat außer Busen und Beinen und gängigen Ausdrücken aus dem Nuttenmilieu nichts zu bieten. Schade um Schauspieler wie Joseph Offenbach, Ingrid van Bergen und Wolfgang Preiß.“

Im Lexikon des Internationalen Films heißt es: „Plumper Spekulationsfilm.“ Auch der Evangelische Filmbeobachter hält nichts von dem Streifen: „Ein vollkommen mißglückter, im Prostituierten-, Zuhälter- und Bordell-Milieu spielender Film, dessen spekulative Absichten nur allzu deutlich sind. Abzulehnen.“